# Epítome de Tito Livio
Epítome de Tito Livio es un resumen de la obra del historiador romano Tito Livio Ab Urbe condita libri, realizada por el también romano Lucio Anneo Floro. También se utiliza en su denominación la palabra griega periochae ("períoca", con el mismo significado que epitome).

## Contenido
El documento, en latín, resume la colosal extensión (142 libros) de la "Historia de Roma desde su fundación" de Tito Livio, que narraba el devenir de Roma desde el año 753 hasta el año 9 a. C. 
Como de la obra primigenia apenas se han conservado algunos volúmenes, el Epítome de Floro reviste importancia capital por la información que ofrece. Además de su importancia para el estudio de la historia antigua, las copias antiguas del Epítome son un documento paleográfico de primer orden, muy utilizado en especial por los estudiosos que dan sus primeros pasos en este campo, pues su comprensión y desarrollo puede ser en algunos momentos relativamente sencilla. En él se pueden apreciar todas las minúsculas de escritura latina. Hay algunas híbridas, como la N -que todavía conserva un carácter mayúsculo- o la t -con forma de tau griega-.